# Bitwa pod Czerwieniem
Bitwa  pod Czerwieniem – bitwa stoczona w 1236 pomiędzy wojskami ruskimi a polskimi księcia Konrada mazowieckiego. 

## Historia
W latach 1231–1238 książę włodzimierski Daniel Halicki wraz z bratem Wasylkiem prowadzili walkę o księstwo halickie zajęte przez Węgrów. Książę śląski Henryk Brodaty wykorzystując ochłodzenie, jakie nastąpiło w stosunkach między księciem mazowieckim Konradem a książętami ruskimi, podjął próbę zabezpieczenia swego panowania na ziemi sandomierskiej. Poprzez ród Adwańców Henryk Brodaty nawiązał przymierze z Danielem Halickim. W roku 1235 wojska Henryka poprowadził pod Halicz wojewoda sandomierski Pakosław Młodszy. Na działanie Konrada mazowieckiego nie było trzeba długo czekać. 
Jesienią 1236 roku książę mazowiecki uderzył na Chełm, którego nie zdołał jednak opanować. Jego główna armia podczas przeprawy przez Wieprz poniosła poważne straty, natomiast jeden z oddziałów został rozbity przez Wasylka w krwawej bitwie pod Czerwieniem. W 1237 roku Konradowi udało się zająć Drohiczyn, lecz już w marcu następnego roku Drohiczyn wraz z całą załogą wpadł w ręce Daniela, na polecenie którego sprzymierzeni z nim Litwini przeprowadzili odwetowy najazd na Mazowsze. Cała ta sytuacja na wschodnich rubieżach Polski była na rękę Henrykowi Brodatemu, który prowadząc walki w Wielkopolsce nie był dodatkowo niepokojony przez księcia Konrada mazowieckiego.